# 瑞典的索菲亞·阿爾貝蒂娜
瑞典的索菲亞·阿爾貝蒂娜（瑞典語：Sofia Albertina av Sverige，1753年10月8日—1829年3月17日），奎德林堡女隱修院院長，瑞典國王阿道夫·弗雷德里克的女兒。
索菲亞·阿爾貝蒂娜終生未婚，但有傳言指出她和弗雷德里克一世的私生子腓特烈·威廉育有一名女兒。此外，她曾調查過羅洛特·佛斯貝格的身世。羅洛特·佛斯貝格原是王后認養的女兒，但在1795年索菲亞·阿爾貝蒂娜發現一封信件指出羅洛特·佛斯貝格其實是阿道夫·弗雷德里克的私生女。索菲亞·阿爾貝蒂娜認她為自己的妹妹並安排了她與古斯塔夫·哈拉爾·斯滕巴克伯爵的婚姻。
當她的姪子古斯塔夫四世·阿道夫於1809年被廢黜時，索菲亞·阿爾貝蒂娜拒絕和他一同流亡國外，同年她出席了哥哥卡爾十三世的加冕典禮。在卡爾十四世·約翰在位期間，索菲亞·阿爾貝蒂娜受邀參加許多宮廷活動。她於1829年去世，享年75歲。